# Olga Modigliani
Olga Modigliani (Roma, 11 gennaio 1873 – Roma, 17 gennaio 1968) è stata una ceramista italiana.
Originaria della borghesia ebraica e cugina del celebre Amedeo Modigliani, Olga fu attiva a Roma nella stagione compresa tra gli stili liberty e déco.

## Biografia

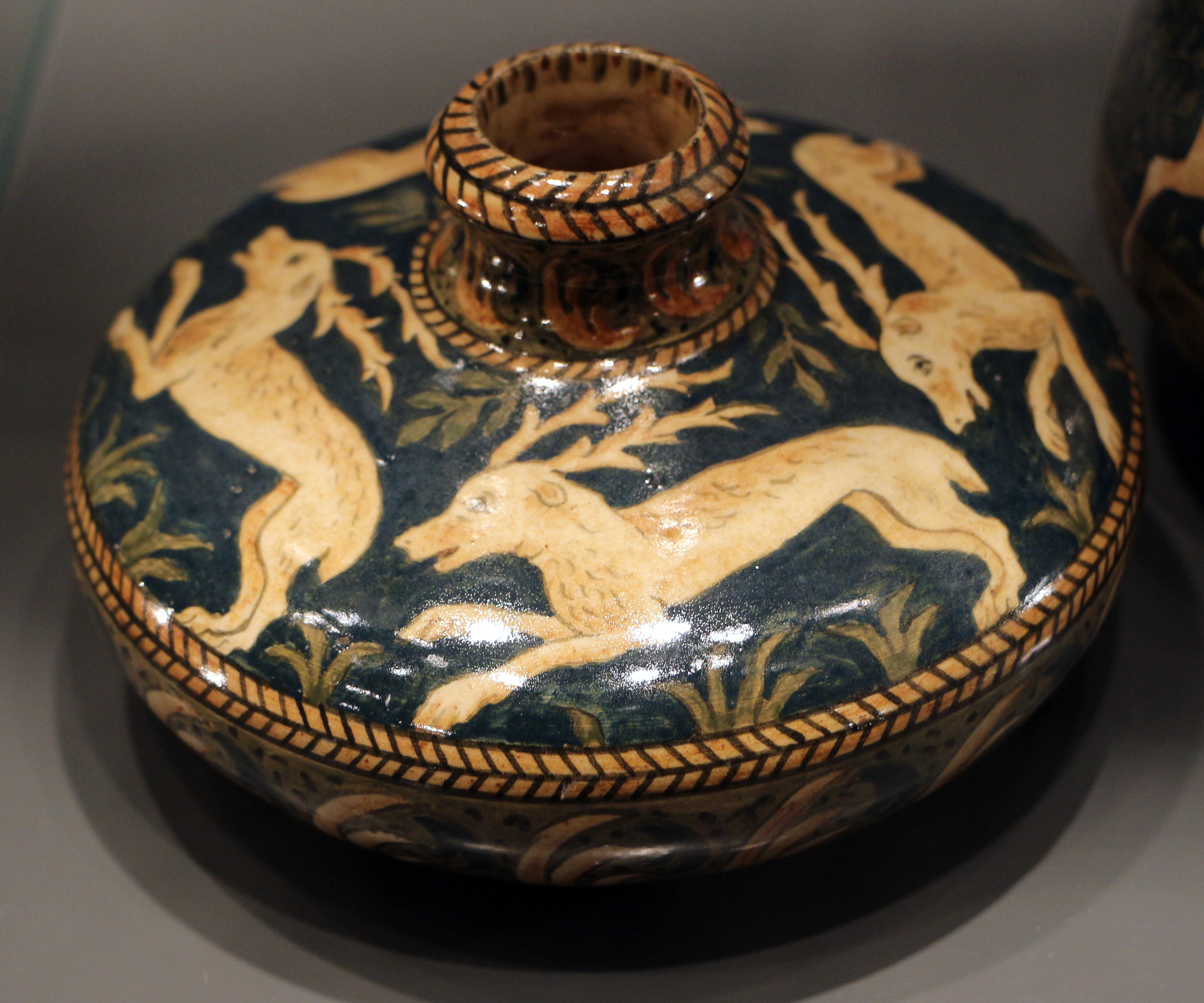
Anna Olga Modigliani, Vaso dei cervi, 1910

Inizialmente, si dedicò alla pittura, condividendo con la sorella Corinne l'apprendistato presso l'artista Pietro Vanni, per poi dedicarsi alla decorazione su ceramica, sotto la guida di Duilio Cambellotti, ottenendo un notevole successo. 
Nel 1904 Olga partecipò alla sua prima esposizione, ottenendo una medaglia d'oro all'Esposizione internazionale di St. Louis, in Missouri; nel 1906 partecipò all'Esposizione della Società degli amatori e cultori di Roma e alla Mostra di belle arti al Parco Sempione di Milano, ottenendo la medaglia d'argento. Nel 1910 Gaetano Ballardini le chiese un'opera per il Museo delle ceramiche di Faenza, poi perduta a causa dei bombardamenti durante la seconda guerra mondiale. Nel 1911 partecipò all'Esposizione internazionale di Valle Giulia. Nel 1912 e nel 1914 fu invitata ad esporre alla Biennale di Venezia.
Altre furono le esposizioni tra il 1912 ed il 1930.
Nel 1927 Guido Marangoni le dedicò uno spazio nell'Enciclopedia delle moderne arti decorative italiane.
Olga Modigliani, interrotta la sua attività, si dedicò ad una vita appartata e, tra il 1943 ed il 1944, fu costretta a lasciare l'abitazione con la sorella Corinne, a causa delle persecuzioni razziali.

## L'opera
Dotata di vasti interessi, Anna Olga Modigliani usava raccogliere fotografie e copie a matita e ad acquerello, pervenuteci tra le sue carte, di fregi, motivi ornamentali e maioliche dai riferimenti variegati: classici e rinascimentali, orientali e islamici.
Ai temi dei primi decenni del Novecento, figure femminili e ornati florali delineati assecondando gli stili dell'art nouveau, si unirono ben presto motivi decorativi tratti dal mondo animale.
Nel suo lavoro Olga privilegiò le tonalità del blu, del turchese e del verde.